# Michael Martin Harvey
Michael Martin Harvey (Londres, 18 de abril de 1897 – Great Bircham, Norfolk, 30 de junho de 1975) foi um ator britânico. Ele era o filho do renomado ator e diretor John Martin-Harvey e irmão da atriz Muriel Martin-Harvey.
Assim como seu trabalho no teatro, ele apareceu em vários filmes ao longo da década de 1930, 1940 e 1950, em papéis coadjuvantes em filmes como The Drum (1938), Caesar and Cleopatra (1945), The Monkey's Paw (1948) e The Long Memory (1952).

## Filmografia selecionada
- The Mutiny of the Elsinore (1937)
- The Drum (1938)
- Bedelia (1946)
- The Monkey's Paw (1948)
- The Case of Charles Peace (1949)
- Torment (1950)
- The Third Visitor (1951)
- Judgment Deferred (1952)
- The Long Memory (1952)